# Frank Darcel
Pour les articles homonymes, voir Darcel.
Frank Darcel, né le 26 septembre 1958 à Loudéac (Côtes-d'Armor) et mort le 14 mars 2024 à Ribadeo (Espagne), est un écrivain, musicien et producteur de musique français. Il est un guitariste phare du rock français des années 1980 avec le groupe Marquis de Sade et par sa collaboration avec Étienne Daho.
Militant et ancien membre du Parti breton, c'est un militant breton qui s'est présenté à des élections municipales à Rennes sur une liste autonomiste.  

## Biographie
Originaire de Plessala, commune dont sa mère fut 1re magistrate et conseillère régionale, Frank Darcel effectue ses études au lycée de Loudéac. Il suit la voie professionnelle de son père médecin à Rennes mais abandonne au moment de passer en troisième année et se lance dans la musique.

### Carrière musicale
Frank Darcel est le cofondateur du groupe Marquis de Sade en 1977 avec Pierre Thomas et Christian Dargelos rejoints un an plus tard par Philippe Pascal. À la dissolution de Marquis de Sade en 1981, il fonde le groupe Octobre. Un six titres, Next Year In Asia, sort en 1982 avec Eric Lanz au chant. Puis un album, Paolino Parc qui sort en 1983. Patrick Vidal (ex Marie et les garçons) est cette fois ci au chant.
Frank Darcel accompagne en parallèle Étienne Daho à la guitare pour son premier album Mythomane (Virgin 1981), puis devient son réalisateur attitré en 1983 pour le maxi single Le Grand Sommeil. Il réalisera également pour Daho La notte, la notte sorti en 1984 et le single Tombé pour la France en 1985.
Il fonde ensuite le groupe Senso qui connaîtra diverses formules, jusqu'au retour de Patrick Vidal au chant en 1986 pour le maxi single L'Océan, qui sera enregistré à Puk studio au Danemark avec à la production Adam Williams, ingénieur du son et mixer d'Eurythmics. Un album de Senso est enregistré à Bruxelles avec Pascal Obispo au chant mais ne verra le jour. Certains des titres seront repris sur le premier album d'Obispo, Le Long du fleuve, sorti en 1990,, pour une musique encore inscrite dans une mouvance « new wave rennaise ».
En 1995, Frank Darcel s'essaie au chant pour un premier et unique album solo, ATAO (Kerig Records). Il part s'installer pour trois ans à Lisbonne, ville où il a déjà produit deux albums, comme réalisateur discographique, produisant jusqu'en 2001 cinq albums avec Paulo Gonzo, un album de GNR Mosquito, ainsi que plusieurs autres enregistrements de groupes et artistes portugais.
En 2000, alors qu'il réalise l'album Back to Breizh du chanteur et harpiste Alan Stivell en Belgique, une alarme incendie lui détruit les tympans, ce qui l'éloigne du monde musical pendant environ cinq ans.
Il profite de cette pause forcée pour se mettre à l'écriture.

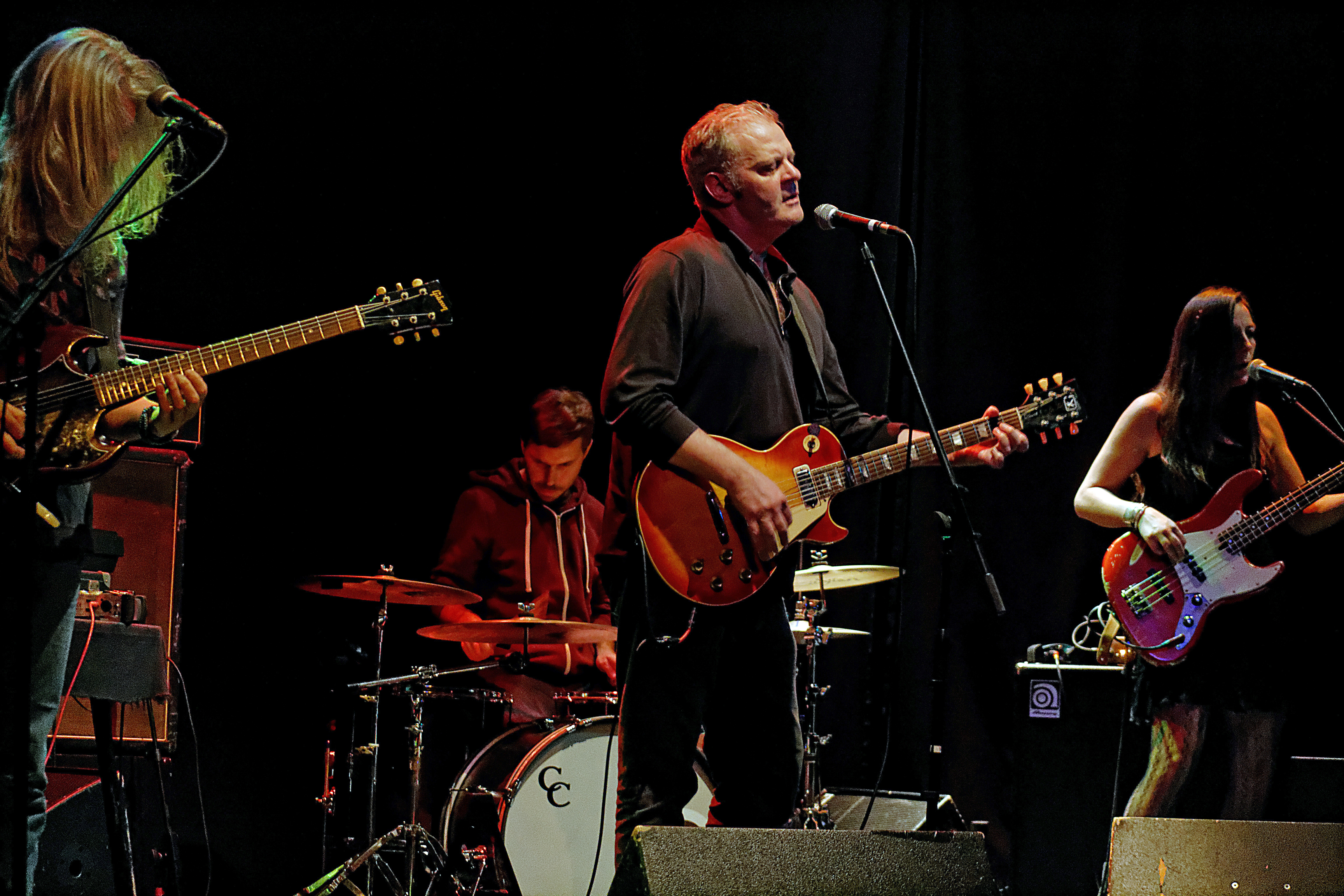
Concert de Republik à Morlaix pour la sortie de l'album Éléments en 2015.

Il est à l'initiative du livre Rok : 50 ans de musique électrifiée en Bretagne, dont le tome 1 est paru en 2010 et est l'éditeur du tome 2 paru en 2013, sur son label et maison d'édition LADTK (les amis du Tuchenn Kador).
Il se relance dans la musique en créant un nouveau groupe, Republik, dont le six titres I thought war was over sort le 15 mars 2010 sur Monte Carlo records. Depuis 2012, Frank Darcel est devenu le chanteur guitariste du groupe qui sort l'album Éléments le 13 novembre 2015. On y retrouve comme invités, entre autres, Yann Tiersen, Tina Weymouth et Chris Franz, de Talking Heads et Tom Tom Club, ainsi que James Chance. Le 31 mars 2017, Republik sort un nouvel album, Exotica, enregistré par de nouveaux musiciens : Dominic Sonic, Éric Le Lann, Xavier Géronimi.
Le 16 septembre 2017, Marquis de Sade se reforme pour un concert à Rennes, suivi d'une tournée en 2018.
Début 2018, il réalise et produit sous son label LADTK l'album Avel Azul de Nolwenn Korbell.
Après le décès de Philippe Pascal en 2019, Darcel et les autres membres de Marquis De Sade se réforment avec chanteur Simon Mahieu sous le nom de Marquis. Ils produisent deux albums: Aurora en 2021 et Konstanz en 2023.

### Carrière littéraire
Son premier roman, Le Dériveur, est publié en 2005 chez Flammarion. Puis, en 2007, ce sera L'Ennemi de la chance, toujours chez Flammarion. En 2013, il se lance dans le polar, avec Voici mon sang, publié aux Éditions de Juillet. En mars 2019, il publie son quatrième roman, un polar, Vilaine Blessure. Le roman fait l'objet d'un projet d'adaptation télévisée. En 2022, il publie aux éditions Coop Breizh un nouveau roman intitulé L'Armée des hommes libres.

### Engagements politiques
Frank Darcel est un ancien membre du Parti breton, un parti autonomiste qui milite pour l'indépendance de la Bretagne et la création d'une Europe fédérale. Il a été présent à ce titre sur la liste du Parti breton pour les élections européennes de 2009 (2,5 % sur la Bretagne administrative) et se retrouve en 7e place en 35 sur la liste « Nous te ferons Bretagne », menée par Christian Troadec et de tendance fédéraliste, pour les élections régionales de 2010 (4,29 % des voix).
En 2013, il monte avec Caroline Ollivro et d'autres anciens militants du Parti breton et acteurs de la société civile, le mouvement Breizh Europa,. À l'occasion des élections municipales de 2014, il dirige la campagne de la liste « Rennes Bretagne Europe » menée par Caroline Ollivro, qui obtient 3,82 % au premier tour. Frank Darcel devient le nouveau président du mouvement en décembre 2017.
En 2019, Frank Darcel annonce sa candidature à la mairie de Rennes en 2020. Il se prononce notamment en faveur de la légalisation du cannabis. Il s'insurge contre la gentrification de la ville, au détriment de la vie culturelle locale. Elle réunit 1,92 % des voix au premier tour de l'élection. 

### Mort
Frank Darcel est retrouvé mort le 14 mars 2024 sur une plage de Galice dans le nord-ouest de l'Espagne. Selon les premiers éléments de l’enquête, la thèse du suicide n’est pas écartée.
Ses obsèques se tiennent dans l'intimité le 25 mars près de Rennes, en présence d'Alan Stivell, Pascal Obispo et Étienne Daho.